# Ceratophyllus vagabundus
Ceratophyllus vagabundus är en loppart som först beskrevs av Karl Henrik Boheman 1866.  Ceratophyllus vagabundus ingår i släktet Ceratophyllus och familjen fågelloppor.

## Underarter
Arten delas in i följande underarter:
- C. v. vagabundus
- C. v. alpestris
- C. v. insularis